# علاج بالفيروسات
علاج بالفيروسات (بالإنجليزية: Virotherapy)‏ العلاج الفيروسي هو علاج يستخدم التكنولوجيا الحيوية لتحويل الفيروسات إلى عوامل علاجية عن طريق إعادة برمجة الفيروسات لعلاج الأمراض. هناك ثلاثة فروع رئيسية للعلاج الفيروسي: الفيروسات الأورام المضادة، والناقلات الفيروسية للعلاج الجيني، والعلاج المناعي الفيروسي. تستخدم هذه الفروع ثلاثة أنواع مختلفة من طرق العلاج: الإفراط في التعبير الجيني، خروج المغلوب الجيني، وتسليم الجينات الانتحارية. يضيف الإفراط في التعبير الجيني تسلسلات جينية تعوض عن مستويات التعبير الجيني المنخفضة إلى الصفر. يستخدم طرق خروج الجينات طرق الحمض النووي الريبوزي منقوص الاكسجين (RNA)  لإسكات أو تقليل التعبير عن الجينات المسببة للأمراض. يقدم تسليم الجينات الانتحارية تسلسلات جينية تحفز على الاستجابة المبرمجة في الخلايا، وعادة لقتل النمو السرطاني  في سياق مختلف قليلاً، يمكن أن يشير العلاج الفيروسي أيضًا على نطاق واسع إلى استخدام الفيروسات لعلاج بعض الحالات الطبية عن طريق قتل مسببات الأمراض.
عادة الفيروسات المستخدمة هي فيروس الهربس البسيط أو الفيروسات الغدانية.

## علاج الورم
المعالجة الفيروسية الورمية  ليست فكرة جديدة - في وقت مبكر من منتصف الخمسينيات، لاحظ الأطباء أن مرضى السرطان الذين عانوا من عدوى فيروسية غير مرتبطة  أو الذين تم تلقيحهم (بالمطاعيم) مؤخرًا، أظهروا علامات على التحسن  ويعزى ذلك إلى حد كبير إلى إنتاج عوامل نخر الإنترفيرون والورم استجابةً للعدوى الفيروسية، ولكن يتم تصميم فيروسات تستهدف بشكل انتقائي الخلايا السرطانية فقط.
في الأربعينات والخمسينات من القرن الماضي، أجريت دراسات في نماذج حيوانية لتقييم استخدام الفيروسات في علاج الأورام  في الأربعينيات - الخمسينيات من القرن العشرين، بدأت بعض التجارب السريرية الأولية للإنسان التي ظهرت بفيروسات الورم. 
في عام 2015، وافقت إدارة الأغذية والعقاقير (FDA) على تسويق (talimogene laherparepvec)، وهو فيروس الهربس المعدَّل وراثياً، لعلاج آفات سرطان الجلد التي لا يمكن تشغيلها؛ يتم حقنه مباشرة في الآفة. اعتبارًا من عام 2016، لم يكن هناك دليل على أنه يطيل عمر الأشخاص المصابين بالورم الميلانيني، أو أنه يمنع ورم خبيث. تمت إزالة اثنين من الجينات من الفيروس - أحدهما يوقف دفاعات خلية فردية، والآخر يساعد الفيروس على التهرب من الجهاز المناعي - وأضيف جين لـ GM-CSF البشري. الدواء يعمل عن طريق التكرار في الخلايا السرطانية، مما يسبب انفجارها. تم تصميمه أيضًا لتحفيز استجابة مناعية، لكن اعتبارا من عام 2016، لم يكن هناك دليل على ذلك.  تم إنشاء الدواء وتطويره في البداية بواسطة BioVex)، Inc). واستمر بواسطة (Amgen)، الذي حصل على (BioVex) في عام 2011. كان أول فيروس ورمي موافق عليه في الغرب.  

## العلاج الجيني الفيرو
يستخدم العلاج الجيني الفيروسي في أغلب الأحيان فيروسات غير متكررة لإيصال الجينات العلاجية إلى الخلايا التي تحتوي على أعطال وراثية. الجهود المبكرة التي حققت نجاحًا تقنيًا، واجهت تأخيرًا كبيرًا بسبب مشكلات السلامة، حيث إن تسليم الجين بدون ضوابط إلى جينوم مضيف لديه القدرة على تعطيل ورم يقمع الجينات ويحث السرطان، وقد تم فعل ذلك في حالتين. تشكل الاستجابات المناعية للعلاجات الفيروسية عائقًا أمام العلاج الناجح، ولهذا السبب يعد علاج العين للعمى الوراثي جذابًا لأن العين موقع متميز محصن، مما يمنع الاستجابة المناعية. يتمثل الشكل البديل للعلاج الجيني الفيروسي في إيصال الجين الذي قد يكون مفيدًا في الوقاية من الأمراض التي لا يتم التعبير عنها عادة في حالة المرض الطبيعي. على سبيل المثال، نمو الأوعية الدموية الجديدة في السرطان، والمعروفة باسم تكوين الأوعية الدموية، يتيح للأورام نمو أكبر. ومع ذلك، فإن الفيروس الذي يدخل عوامل مضادة للوعاء للورم قد يكون قادرًا على إبطاء النمو أو إيقافه.

## العلاج المناعي الفيروسي
على عكس اللقاحات التقليدية، التي يستخدم فيها الفيروس / البكتيريا المخففة أو الميتة لتوليد استجابة مناعية، يستخدم العلاج المناعي الفيروسي فيروسات مُعدلة وراثياً لتقديم مستضد محدد للجهاز المناعي. يمكن أن يكون المستضد من أي نوع من أنواع الفيروسات / البكتيريا أو حتى مستضدات الأمراض البشرية، على سبيل المثال مستضدات السرطان.
اللقاحات هي طريقة أخرى للعلاج الفيروسي تستخدم فيروسات مخففة أو غير نشطة لتطوير مناعة ضد المرض. الفيروس الموهن هو فيروس ضعيف يثير استجابة مناعية طبيعية في المضيف لا يمكن اكتشافها في الغالب. يطور المضيف مناعة محتملة مدى الحياة بسبب تشابه الفيروس الموهّن مع الفيروس الفعلي. الفيروسات المعطلة هي فيروسات تقتل الفيروسات التي تقدم شكلاً من المستضدات للمضيف. ومع ذلك، فإن الاستجابة المناعية طويلة الأجل محدودة.
هناك طريقتان عامتان لتطوير هذه الفيروسات باستخدام التقنيات التطورية التطبيقية: الجينيرين والباستوريان. تتضمن طريقة الجينيرين اختيار فيروسات مماثلة من كائنات غير بشرية للحماية من فيروس بشري بينما تستخدم أساليب الباستوريان مرورًا تسلسليًا. هذه الطريقة البستانية تشبه إلى حد بعيد التطور الموجه للفيروسات الورمية. تنتقل الفيروسات المختارة التي تستهدف البشر عبر كائنات متعددة غير بشرية لأجيال متعددة. بمرور الوقت تتكيف الفيروسات مع البيئات الخارجية لمضيفاتها الجديدة. هذه الفيروسات التي تعاني من سوء التكيف الآن لديها أقل قدرة على إيذاء البشر وتستخدم كالفيروسات المخففة للاستخدام السريري. أحد الاعتبارات المهمة هو عدم تقليل القدرة التناسلية للفيروس إلى ما بعد النقطة التي تتعرض فيها استجابة جهاز المناعة للخطر. وبالتالي فإن الاستجابة المناعية الثانوية لن تكون كافية لتوفير الحماية ضد الفيروس الحي في حالة إعادة تقديمه إلى المضيف.

## مشاريع ومنتجات محددة الفيروسات
المقال الرئيسي: فيروس محلل الورم
يعد ريجفر (RIGVIR) دواءً للعلاج عن طريق الفيروس تم اعتماده من قِبل الوكالة الحكومية للأدوية في جمهورية لاتفيا في عام 2004  وهو من النوع البري ايكو-7، وهو عضو في عائلة الفيروسات الاكوية. اكتشف العالم اللاتفي آينا موسينيس الاستخدام المحتمل لفيروس الصدى كحل فيروسي لعلاج السرطان، في الستينيات والسبعينيات.  البيانات المستخدمة لتسجيل الدواء في لاتفيا ليست كافية للحصول على موافقة لاستخدامه في الولايات المتحدة أو أوروبا أو اليابان.   اعتبارا من عام 2017 لم يكن هناك دليل جيد على أن ريجفير هو علاج فعال للسرطان. في 19 مارس 2019، أعلنت الشركة المصنعة لـ ايكو-7، سيا لاتيما (SIA LATIMA)، عن إزالة الدواء من البيع في لاتفيا، نقلاً عن أسباب مالية واستراتيجية وعدم كفاية الربحية. ومع ذلك، بعد عدة أيام كشف برنامج تلفزيوني تحقيقي أن الوكالة الحكومية للأدوية أجرت اختبارات معملية على القوارير، ووجدت أن كمية فيروس ايكو-7 هي أقل من تلك التي تطالب بها الشركة المصنعة. وفقًا لمدير مختبر الوكالة، «يشبه شراء ما تعتقد أنه عصير ليمون، ولكن العثور على ما لديك هو ماء بنكهة الليمون». في مارس 2019، تم إيقاف توزيع ايكو-7 في لاتفيا.

### العلاج الجيني الفيروسي
فشل (TNFerade) (وهو فيروس علاج الجينات TNF غير المتكرر) في تجربة المرحلة الثالثة لسرطان البنكرياس. 
تم اكتشاف الفيروسات كوسيلة لعلاج الالتهابات التي تسببها البروتوزوا.  أحد هذه البروتوزوا التي اكتشفت فيروسات  محتملة لعلاجها هي نايجليريا فاوليري الذي يسبب التهاب السحايا والدماغ الأميبي الأولي. مع معدل وفيات 95 ٪، حقيقيات النوى المسببة للأمراض هذه  لديها واحدة من أعلى نسب الوفيات المعروفة. العوامل الكيميائية العلاجية التي تستهدف هذه الأميبة لعلاج PAM تواجه صعوبة في عبور حواجز الدم في الدماغ. ومع ذلك، فإن التطور الذي تحركه الفيروسات الخبيثة من مسببات الأمراض الأولية
قد يكون قادرًا على تطوير علاجات فيروسية يمكنها بسهولة الوصول إلى هذا المرض حقيقي النواة عن طريق عبور حاجز الدم في الدماغ في عملية تشبه البكتيريا. قد تكون هذه الفيروسات الخبيثة أيضًا ذاتية التكرار، وبالتالي تتطلب إدارة نادرة بجرعات أقل، وبالتالي تقليل السمية. في حين أن طرق العلاج الخاصة بمرض البروتوزوال قد تبشر بخير كبير بطريقة مماثلة للعلاج الفيروسي للبكتريا، إلا أن الخطر الملحوظ هو النتيجة التطورية لاستخدام الفيروسات القادرة على التسبب في حقيقيات النوى. سيكون لدى الفيروسات الخبيثة آليات متطورة لإدخال الحمض النووي وتكراره والتي تتلاعب بروتينات سطح حقيقية النواة وبروتينات تحرير الحمض النووي. لذلك يجب أن تتحكم هندسة الفيروسات الخبيثة في الفيروسات التي قد تكون قادرة على التحور، وبالتالي ترتبط بالبروتينات السطحية والتلاعب بالحمض النووي للمضيف المصاب.

## التاريخ
قام (تشيستر م. سوثام)، باحث في مركز (سلون كيترينج) للسرطان، كان رائدا في دراسة الفيروسات كعوامل محتملة لعلاج السرطان.